# Република Српска: простор, становништво, ресурси
Република Српска: простор, становништво, ресурси је стручна монографија Душка Јакшића (1936-2020) објављена 1995. године у издању Народне и универзитетске библиотеке "Петар Кочић" из Бања Луке.

## О аутору
Душко Јакшић је рођен 1936. године у Челинцу. Гимназију је завршио у Бања Луци 1955. године. Електротехнички факултет у Београду је завршио 1961. године.
Радио је у бањалучкој фабрици “Руди Чајавец” где је био и директор Института, те технички директор компаније. 1979. године је магистрирао на Економском факултету у Загребу, а шест година касније докторирао на Факултету организационих наука у Београду. Био је сенатор у Републици Српској. Умро је 2020. године.

## О књизи
Књига Република Српска: простор становништво, ресурси је након објављивања постала “читанка” за све оне који стварају нове путеве за развој Републике Српске.
Аутор је веровао у систем и институције и поклањао им је сву своју научну и животну енергију те је и са овом књигом понудио читаоцу нове путеве као и што боље научне основе за пројекте који су за циљ увек имали напредак Републике Српске.